# 프랫 & 휘트니 F119

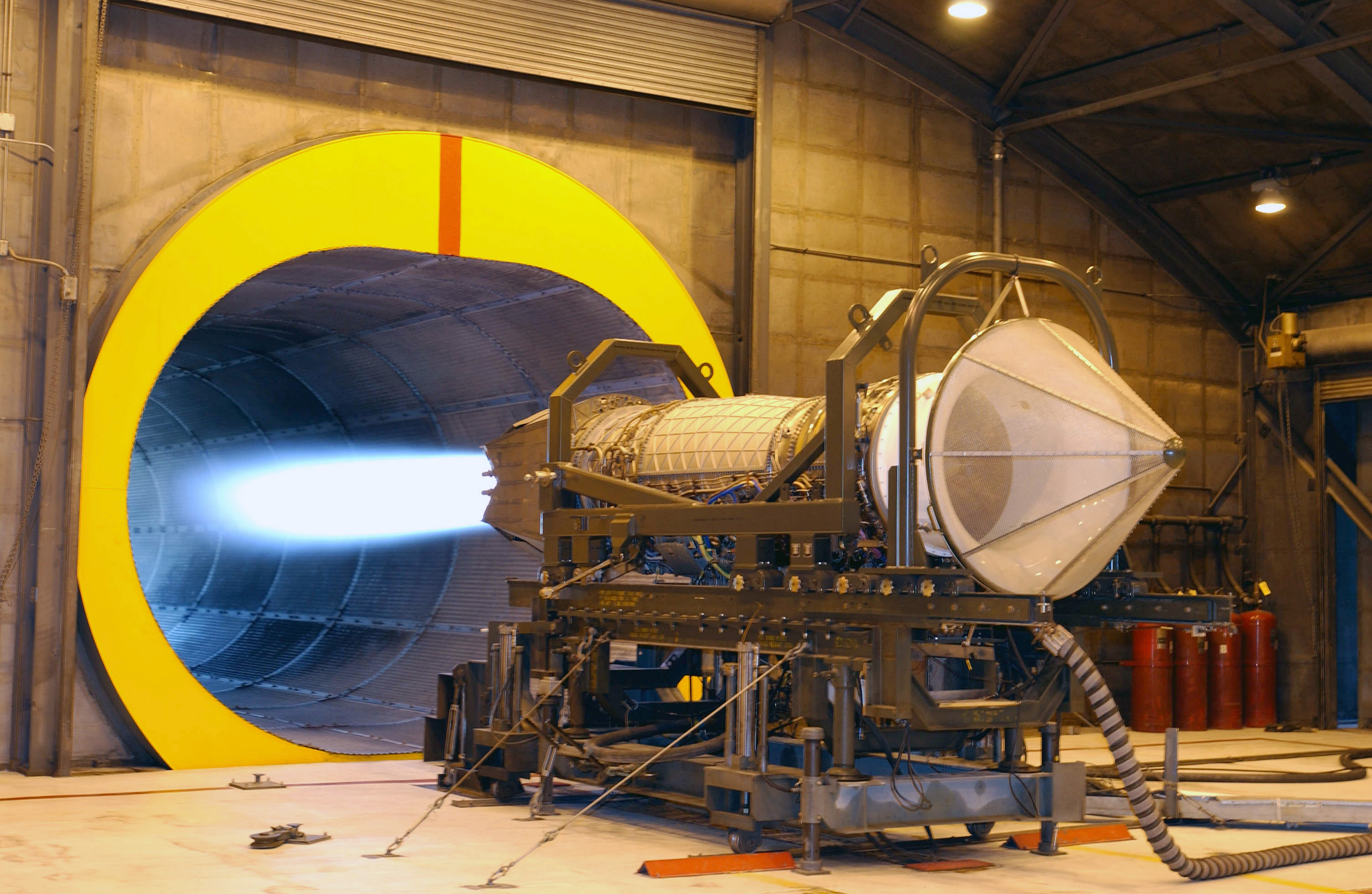
시험 중인 F119 엔진

프랫 & 휘트니 F119(F-119-PW-100)는 애프터버너를 사용하는 터보팬 엔진으로, 록히드 마틴 F-22 랩터 차세대 전술 전투기(ATF; Advanced Tactical Fighter) 용으로 프랫 앤 휘트니사가 개발하였다.
엔진은 160 kN급의 추력(실제로는 156 kN)을 내며, 애프터버너를 쓰지 않고 초음속 비행을 할 수 있도록 설계되었다.(super cruise; 초음속 순항) 기존의 엔진보다 40% 적은 부품으로 거의 22% 많은 추력을 내는 5세대 전투기 엔진 모델로서, F119로 마하 2.25의 초음속 순항 속도를 유지할 수 있게 되었다.
F-119의 노즐은 추력 편향 기술을 통합하였다. 이 노즐은 엔진의 추력을 피치(pitch; 상하 회전) 축에서 ±20° 기울여 F-22A의 조종성을 대폭 향상시킨다.

## 같이 보기
- F-22 랩터
- 추력 편향